# Monmouth Junction
Monmouth Junction és una concentració de població designada pel cens dels Estats Units a l'estat de Nova Jersey. Segons el cens del 2000 tenia 2.721 habitants.

## Demografia
Segons el cens del 2000, Monmouth Junction tenia 2.721 habitants, 870 habitatges, i 736 famílies. La densitat de població era de 700,4 habitants/km².
Dels 870 habitatges en un 53,4% hi vivien nens de menys de 18 anys, en un 73,4% hi vivien parelles casades, en un 9,1% dones solteres, i en un 15,3% no eren unitats familiars. En l'11,8% dels habitatges hi vivien persones soles l'1,8% de les quals corresponia a persones de 65 anys o més que vivien soles. El nombre mitjà de persones vivint en cada habitatge era de 3,12 i el nombre mitjà de persones que vivien en cada família era de 3,42.
Per edats la població es repartia de la següent manera: un 31,5% tenia menys de 18 anys, un 5,7% entre 18 i 24, un 34,8% entre 25 i 44, un 23,8% de 45 a 60 i un 4,2% 65 anys o més.
L'edat mediana era de 35 anys. Per cada 100 dones de 18 o més anys hi havia 96,7 homes.
La renda mediana per habitatge era de 89.598 $ i la renda mediana per família de 94.247 $. Els homes tenien una renda mediana de 64.688 $ mentre que les dones 39.464 $. La renda per capita de la població era de 35.134 $. Aproximadament el 4,2% de les famílies i el 5,1% de la població estaven per davall del llindar de pobresa.

## Poblacions més properes
El següent diagrama mostra les poblacions més properes.